# Gentilly
Gentilly è un comune francese di 17 612 abitanti situato nel dipartimento della Valle della Marna nella regione dell'Île-de-France.
Il cimitero cittadino si trova nel territorio della città di Parigi.

## Società

### Evoluzione demografica
Abitanti censiti

## Amministrazione

### Gemellaggi
- Freiberg, dal 1960.